# Tajay Ashmeade
Tajay Arik Ashmeade (St. Catherine, 18 settembre 1989) è un'ex cestista giamaicana.

## Carriera
Con la Giamaica ha disputato due edizioni dei Campionati americani (2011, 2013).